# Sterkte-zwakteanalyse

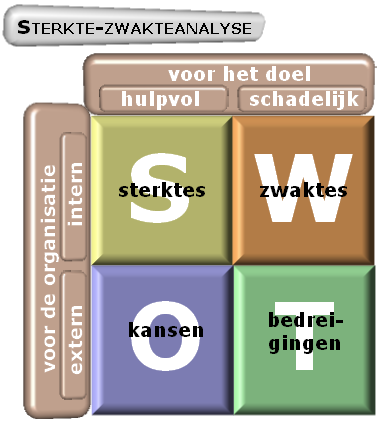
Sterkte-zwakteanalyse

De sterkte-zwakteanalyse is een bedrijfskundig model dat intern de sterktes en zwaktes en in de omgeving de kansen en bedreigingen analyseert; op basis hiervan wordt vervolgens de strategie bepaald. De term SWOT-analyse wordt ook vaak in het Nederlands gebruikt en bevat de vier elementen: Strengths, Weaknesses, Opportunities & Threats. Ook de Engelse term dekt echter niet de gehele lading, aangezien het doel een strategie voor de toekomst is en niet alleen een analyse van de huidige stand van zaken. SWOT wordt ook wel uitgebreid tot SWOTI, waarbij de I staat voor Issues (Kwesties): de kwesties vormen een belangrijk onderdeel van het model, aangezien ze de verbinding zijn tussen de interne en externe analyse.
De sterkte-zwakteanalyse kan ook als middel dienen om beslissingen te nemen en om de positie, de koers en de strategie van een bedrijf tegen het licht te houden. Verder wordt de analyse gebruikt voor planning, marketing, beoordeling van de concurrentie, organisatieontwikkeling, productontwikkeling, onderzoek en teambuilding.
Door individuen wordt de sterkte-zwakteanalyse gebruikt als hulpmiddel om een beter beeld van zichzelf te krijgen, bijvoorbeeld ter voorbereiding op een sollicitatiegesprek of voor het opstellen van een persoonlijk ontwikkelingsplan (POP). Ook kan de analyse deel uitmaken van een ondernemingsplan.

## Oorsprong en ontwikkeling van het model

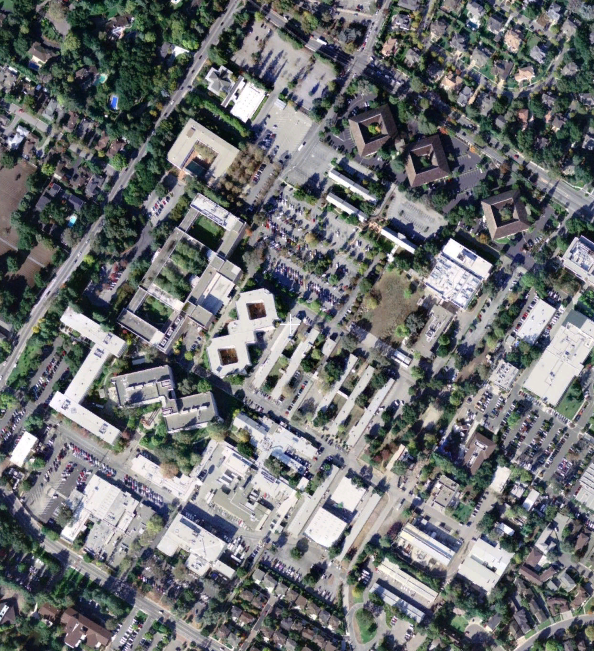
Stanford Research Institute op de campus van Menlo Park

De ontwikkeling van de sterkte-zwakteanalyse is terug te voeren tot een planningstrend die zich vanaf halverwege de vorige eeuw in het Amerikaanse bedrijfsleven voordeed. De aanzet werd waarschijnlijk gegeven door het chemieconcern DuPont, dat in 1949 begon met het maken van strategische plannen voor de lange termijn. Het idee sloeg aan en binnen tien jaar had elk bedrijf uit de Fortune 500 een manager op het gebied van corporate planning, ook wel long range planning genoemd. Anders dan verwacht bleken de plannen echter zelden iets goeds op te leveren en kostten de bijbehorende activiteiten handenvol geld. Om erachter te komen waarom corporate planning niet werkte, ging in 1960 aan het Stanford Research Institute in de stad Menlo Park (Californië) onder leiding van Robert F. Stewart een onderzoek van start. Dit project zou duren tot 1969. Het onderzoeksteam bestond verder uit Marion Dosher, Otis Benepe, Albert Humphrey en Birger Lie. Aan het onderzoek deden 1100 ondernemingen en organisaties mee. Ruim 5000 leidinggevenden vulden een enquêteformulier met 250 vragen in.
Een van de conclusies van het onderzoek was dat de hoogste bestuurder van de onderneming eveneens de hoogste leidinggevende diende te zijn van het planningsproces en dat hij daarbij ondersteuning diende te krijgen van zijn directe ondergeschikten. Het onderzoek gaf namelijk aan dat het niet was gelukt veranderingen in de teams zelf door te voeren. Op basis van dit onderzoek werd een conceptmodel ontwikkeld met de naam SOFT:
- Satisfactory (voldoende): goed in het heden is Voldoende.
- Opportunity (kans): goed in de toekomst is een Kans.
- Fault (fout): slecht in het heden is een Fout.
- Threat (bedreiging): slecht in de toekomst is een Bedreiging.

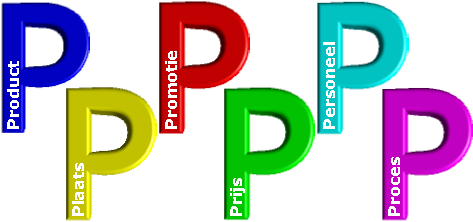
6P's van de marketingmix

Na de vaststelling van SOFT werden eromheen planningscategorieën gevonden die antwoorden moesten geven op vragen over: het product (wat verkopen we?), de distributie (hoe bereiken we ze?), de financiën (tegen welke prijs, kosten en investeringen?), de afnemer (aan wie verkopen we?), het proces (hoe verkopen we?) en het management (hoe leiden we dit in goede banen?). De categorieën in het model vertonen overeenkomsten met een van de versies van de marketingmix P's: Product, Plaats, Prijs, Promotie, Proces en Personeel.
Er kwamen drie belangrijke adviezen uit het onderzoek naar voren:
1. Geef alle werknemers de kans om vanuit hun eigen positie hun eigen kijk te geven op wat goed en slecht is en wat zij zien als heden en toekomst;
2. Stimuleer werknemers om aandacht te besteden aan alledaagse kwesties in het bedrijfsproces omdat verbeteringen die daar gevonden worden de grootste impact hebben. Geadviseerd werd tevens om juist minder nadruk te leggen op de zogenaamde geweldige ideeën of grote doorbraken;
3. Vraag de werknemers om begrijpbaar te schrijven en om deze ideeën in te delen onder de zes categorieën.[9]

## Opbouw
Bij het opstellen van een sterkte-zwakteanalyse wordt een aantal stappen doorlopen, waarbij aan de hand van de sterktes, zwaktes, kansen en bedreigingen wordt gekeken naar de toekomst van de organisatie. De stappen zijn als volgt:
1. Sterke en zwakke punten (Strengths & Weaknesses)
De sterke en zwakke punten zijn de kenmerken van de organisatie of het product. Het gaat dus expliciet om de interne elementen.
2. Kansen en bedreigingen (Opportunities & Threats)
De kansen en bedreigingen zijn de ontwikkelingen, gebeurtenissen en invloeden waaraan de organisatie of het product onderhevig is. Hier gaat het dus expliciet om de externe elementen.
3. Confrontatiematrix
In de confrontatiematrix staan de interne en externe elementen tegenover elkaar. Hierbij is het gebruikelijk dat in de horizontale rijen de sterktes en zwaktes staan en in de verticale kolommen de kansen en bedreigingen.
4. Kwesties (Issues)
De kwesties zijn de combinaties tussen de interne en externe factoren. Alleen de belangrijkste kwesties worden in ogenschouw genomen.
5. Strategieën
De volgende stap in het proces is de omzetting van de belangrijkste kwesties naar strategische vragen. De antwoorden op deze vragen vormen de basis waarop de te volgen strategie bepaald wordt.[3]

### Interne en externe analyse
De sterke en zwakke punten maken deel uit van de interne analyse van de organisatie zelf. Of een element sterk of zwak is, ligt eraan hoe het punt zich verhoudt ten opzichte van de concurrentie.
Het deel waarin de kansen en bedreigingen worden geanalyseerd, wordt de externe analyse genoemd. Of een element hier een kans of bedreiging is, hangt ervan af hoe het zich verhoudt ten opzichte van de klant of het marktsegment. Hierbij gaat het dus om de plaats van de organisatie in de markt, waarbij gedacht kan worden aan een analyse van de afnemers, concurrentie, distributiestructuur en overige omgevingsfactoren, zoals de arbeidsmarkt, opbouw van de bevolking (immigratie, vergrijzing, e.d.), overheid (belastingen, subsidies) en economische- en technologische factoren.
Michael Porter ontwikkelde het vijfkrachtenmodel, een veelgebruikt model voor de externe analyse, waarbij hij na onderzoek tot de conclusie komt dat er vijf krachten bestaan die de rendabiliteit van een onderneming bepalen. Deze vijf krachten zijn:
1. De macht van leveranciers,
2. De macht van afnemers,
3. De mate waarin substituten en complementaire goederen verkrijgbaar zijn,
4. De dreiging van nieuwe toetreders tot de markt,
5. De interne concurrentie op de markt.[14]

Een ander model dat voor de externe analyse wordt gebruikt, is de STEP-analyse, ook wel uitgebreid tot DESTEP-analyse wat een acroniem is voor: Demografische, Ecologische, Sociale, Technologische, Economische en Politieke factoren. Dit model wordt daarom ook weleens voorafgaand aan de uitwerking van de SWOT-analyse gebruikt. Wat voor de ene organisatie of manager als sterkte wordt beschouwd, kan door de andere als een zwakte worden gezien; wat door de ene als een bedreiging wordt gezien, is voor de andere weer een kans. De DESTEP-analyse wordt uitgevoerd op macroniveau terwijl het vijfkrachtenmodel van Porter op mesoniveau wordt uitgevoerd. De sterkte-zwakteanalyse wordt op microniveau binnen de organisatie toegepast.
De verantwoording voor het uitvoeren van de sterkte-zwakteanalyse van een bedrijf of bedrijfsonderdeel wordt vaak bij één individu of een tijdelijk team gelegd. Aangezien dit niet altijd tot de dagelijkse werkzaamheden behoort, bestaat het risico dat het individu of team pas voldoende ervaring opgedaan heeft wanneer het project is afgerond. Deze kennis- en ervaringsachterstand kan deels worden opgevangen met een lijst van de sterktes, zwaktes, kansen en bedreigingen die al eerder in andere organisaties zijn geïnventariseerd.

#### Voorbeeld
Een voorbeeld is de volgende inventarisatielijst:
| Analyse-inventarisatie | | | |
| Sterkten | Zwakten | Kansen | Bedreigingen |
| - dienstverlening vanuit bestaande filialen - stafleden ervaren in eindgebruikersector - in staat direct te leveren - controle en aansturing over de verkopen - betrokken en overtuigend management - productiecapaciteit van onderdelen - productduurzaamheid en levenscyclus - adequate ICT-processen en -middelen - aanwezigheid van keuringsbewijzen - aanwezigheid van afnemerslijsten - producten, kwaliteit, betrouwbaarheid - productperformance t.o.v. de concurrentie - voortgaande productinnovaties | - niet getest of geen proefproject - ongedetailleerde plannen - te weinig sales- of accountmanagers - afnemerslijsten niet gecontroleerd - onvoldoende managementspanwijdte - verlangen om een kleine speler te zijn - geen directe marketingervaring - uitval en trage systemen en processen - beperkt budget - gaten in een reeks sectoren - geen mogelijkheid voor export - ongetrainde medewerkers - opdroging productinnovaties | - concurrentie weinig slagvaardig - markt staat open voor innovaties - export is een mogelijkheid - meer leveranciers op de markt - eindgebruikers bereid tot feedback - problemen bij directe concurrenten - specialistische vraag groeit - goede winstmarges | - zeer lastig te interpreteren marktsignalen - seizoensgebonden verkoop - reputatie steeds afhankelijker van duurzaamheid - distributiekanaal in gevaar - andere wetgeving op komst - hoge druk op overspannen arbeidsmarkt - mogelijke toetreding 'cash rich' concurrenten - concurrentie op grondstoffenaanschaf |

### Confrontatiematrix
Nadat brainstormsessies, vragenrondes en andere inventarisaties zijn afgerond zijn er vaak grote lijsten met elementen gevormd. Uit een onderzoek naar sterkte-zwakteanalyses die bij twintig productiebedrijven in het Verenigd Koninkrijk is uitgevoerd blijkt dat de gemiddelde SWOT-analyse veertig elementen oplevert. Een dergelijk aantal elementen wordt door een aantal organisatieadviseurs als te veel beschouwd. Volgens het Marketing Planning Centre Nederland zijn er bij de ideale SWOT-analyse van alle sterktes, zwaktes, kansen en bedreigingen uiteindelijk drie tot vijf elementen overgebleven voor de confrontatiematrix. Zonder een schifting is er namelijk de kans dat het overzicht verloren gaat en er geen verbanden worden herkend. De criteria om dit selectieproces te doorlopen gaan uit van het onderscheid met de concurrentie en de relevantie voor de klant of het klantsegment. Bijvoorbeeld worden er vragen gesteld als: "waarin blinkt de organisatie echt uit?" of "welke bedreigingen zijn echt relevant voor ons product / onze dienst?" De volgende grafiek geeft weer hoe de verschillende elementen worden geselecteerd:
Nadat de schifting is gemaakt, zijn er in het voorbeeld verderop in dit artikel de volgende twaalf elementen overgebleven:
- Sterktes: productkennis van medewerkers, financiële positie en arbeidsmoraal medewerkers;
- Zwaktes: locatie van de vestiging, klantvriendelijkheid en oud machinepark;
- Kansen: stijgende markt van gadgets, patent op de Taurus-lijn en publiciteit over de branche;
- Bedreigingen: toenemende concurrentie, kwaliteitspeil grondstoffen en stugge kredietmarkt.

In de verdere totstandkoming van de confrontatiematrix staan deze twaalf elementen tegenover elkaar in de volgende wisselwerking:
- Sterktes - Kansen,
- Sterktes - Bedreigingen,
- Zwaktes - Kansen,
- Zwaktes - Bedreigingen.

Bij een confrontatiematrix waarbij per dimensie van de SWOT drie elementen overblijven, zijn uiteindelijk 36 combinaties te maken: vier maal drie maal drie. Daarna volgt er een keuze uit de belangrijkste combinaties, kwesties (of issues) genoemd in het model.

### Vaststelling van de kwesties (issues)
In een veel gebruikte methode om tot de belangrijkste kwesties te komen, wordt door de betrokken SWOT-teamleden de waardes 1, 3 of 5 aan naar hun overtuiging belanghebbende kwesties toegekend. Hierdoor is de kans groter dat er kwesties worden vastgesteld die organisatiebreed gedragen worden. De kwesties worden gerangschikt op basis van de totaaltelling van alle toegekende punten. Het onderstaande schema geeft een fictief voorbeeld van de waardetoekenning van één betrokkene.
| kwesties wegen | kwesties wegen                | kansen                      | kansen                | kansen                      | bedreigingen            | bedreigingen                | bedreigingen        |
| kwesties wegen | kwesties wegen                | stijgende markt van gadgets | patent op Taurus-lijn | publiciteit over de branche | toenemende concurrentie | kwaliteitspeil grondstoffen | stugge kredietmarkt |
| sterktes       | productkennis van medewerkers | 5                           |                       | 3                           |                         | 5                           |                     |
| sterktes       | financiële positie            |                             |                       | 5                           | 3                       |                             | 5                   |
| sterktes       | arbeidsmoraal medewerkers     |                             | 1                     |                             |                         | 3                           | 1                   |
| zwaktes        | locatie van de vestiging      | 3                           | 3                     | 1                           | 5                       |                             |                     |
| zwaktes        | klant- vriendelijkheid        |                             | 5                     |                             |                         |                             |                     |
| zwaktes        | oud machinepark               | 1                           |                       |                             | 1                       | 1                           | 3                   |
In een optimale situatie worden de verschillende elementen aangeleverd door een team dat een goede afspiegeling van de organisatie is. Met het betrekken van deze medewerkers uit de verschillende hiërarchische lagen, maar ook uit de verschillende disciplines van de organisatie, ontstaat een zo groot mogelijke lijst met elementen. Daarna valt de strategiebepaling in principe toe aan de directie of het managementteam. Platte organisaties kennen voornamelijk functies waarbij zowel operationele, tactische als strategische taken verenigd zijn, waardoor vaak niet het managementteam alleen, maar ook andere werknemers aan de strategiebepaling meewerken.
Bij de keuze van de kwesties spreekt men telkens slechts één sterkte of zwakte aan ten opzichte van een kans of bedreiging. Dit heeft als voordeel dat het model eenvoudig blijft. Meestal worden combinaties van meer dan één sterkte of zwakte met een enkele kans of bedreiging in dit stadium gesplitst in twee afzonderlijke kwesties. Pas nadat de strategievragen gesteld zijn, komen de verschillende gebundelde sterktes en/of zwaktes in een allesomvattende organisatiestrategie terecht.

### Strategievragen

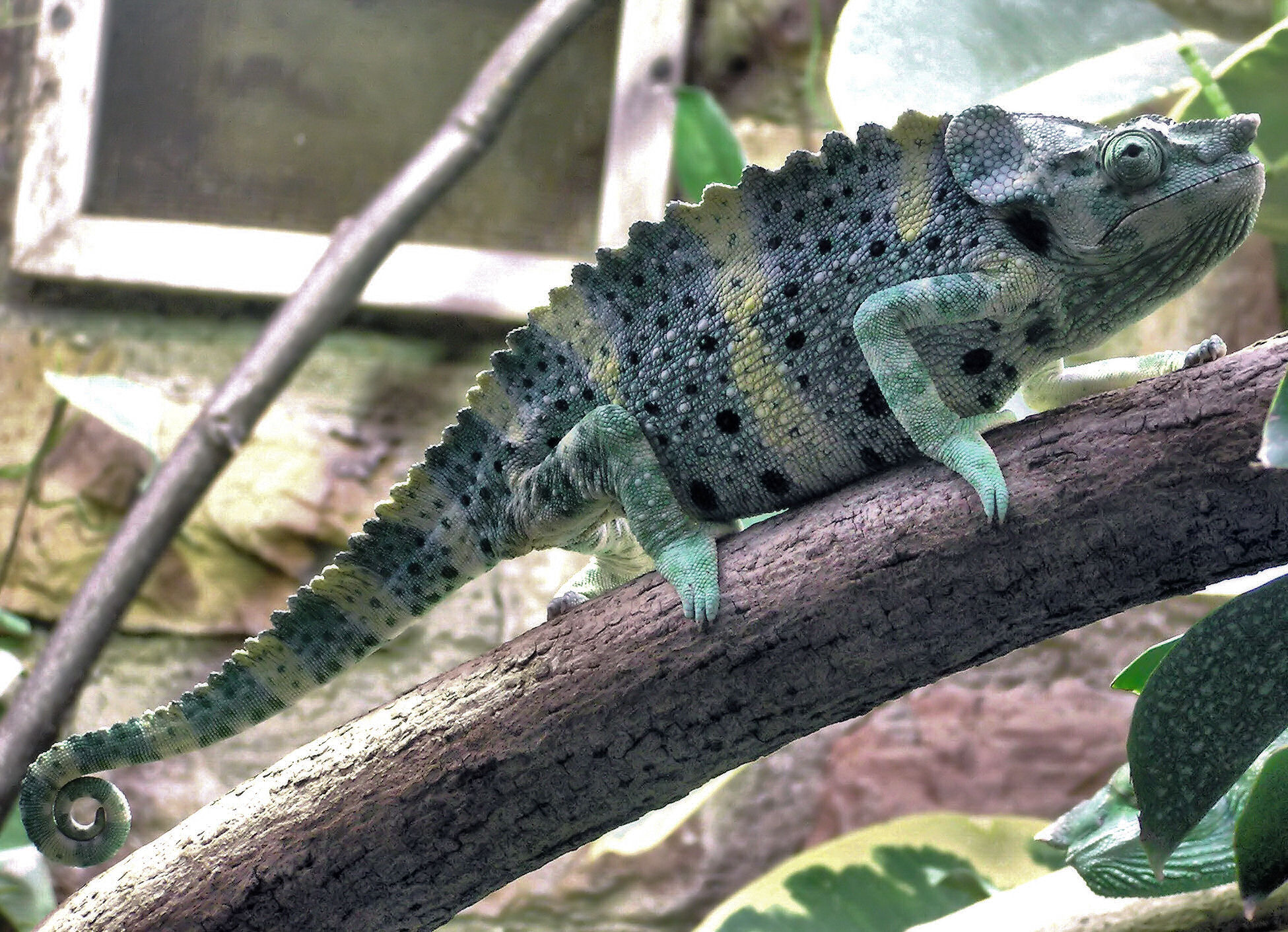
De wisselwerking van de interne factoren met de omgevingsfactoren van een kameleon.

De volgende stap in het proces is de omzetting van de belangrijkste kwesties naar strategische vragen. De antwoorden op deze vragen vormen de basis waarop de te volgen strategie bepaald wordt. Bij de formulering van de haalbare strategiedoelstellingen wordt bijvoorbeeld rekening gehouden met het SMART-principe. In de praktijk komt het erop neer, dat de matrix vier mogelijke strategieën geeft: offensief, defensief, schoon schip en overleven:
- Kans + Sterkte: wanneer er sprake is van zowel een kans als een sterkte, dan hoort daar het offensief als strategische keuze bij. De kansen en sterktes worden in dit geval uitgebuit.
- Bedreiging + Sterkte: de bijbehorende strategie is hier het defensief. De sterktes worden benadrukt en de concurrentie wordt nauwlettend in de gaten gehouden.
- Kans + Zwakte: hier is de te volgen strategie schoon schip te maken. Zwaktes moeten worden omgebogen en verbeterd.
- Bedreiging + Zwakte: overleven is hier het scenario. Er is mogelijk een situatie van crisis waarin een ommekeer bewerkstelligd moet worden om eruit te komen. Hier worden confrontaties aangegaan.

| strategievragen | strategievragen               | kansen                                                        | kansen                                                        | kansen                                                        | bedreigingen                                                    | bedreigingen                                                    | bedreigingen                                                    |
| strategievragen | strategievragen               | stijgende markt van gadgets                                   | patent op Taurus-lijn                                         | publiciteit over de branche                                   | toenemende concurrentie                                         | kwaliteitspeil grondstoffen                                     | stugge kredietmarkt                                             |
| sterktes        | productkennis van medewerkers | Hoe maken we gebruik van sterkte x om in te spelen op kans y? | Hoe maken we gebruik van sterkte x om in te spelen op kans y? | Hoe maken we gebruik van sterkte x om in te spelen op kans y? | Hoe maken we gebruik van sterkte x om bedreiging y af te weren? | Hoe maken we gebruik van sterkte x om bedreiging y af te weren? | Hoe maken we gebruik van sterkte x om bedreiging y af te weren? |
| sterktes        | financiële positie            | Hoe maken we gebruik van sterkte x om in te spelen op kans y? | Hoe maken we gebruik van sterkte x om in te spelen op kans y? | Hoe maken we gebruik van sterkte x om in te spelen op kans y? | Hoe maken we gebruik van sterkte x om bedreiging y af te weren? | Hoe maken we gebruik van sterkte x om bedreiging y af te weren? | Hoe maken we gebruik van sterkte x om bedreiging y af te weren? |
| sterktes        | arbeidsmoraal medewerkers     | Hoe maken we gebruik van sterkte x om in te spelen op kans y? | Hoe maken we gebruik van sterkte x om in te spelen op kans y? | Hoe maken we gebruik van sterkte x om in te spelen op kans y? | Hoe maken we gebruik van sterkte x om bedreiging y af te weren? | Hoe maken we gebruik van sterkte x om bedreiging y af te weren? | Hoe maken we gebruik van sterkte x om bedreiging y af te weren? |
| zwaktes         | locatie van de vestiging      | Hoe versterken we zwakte x om in te spelen op kans y?         | Hoe versterken we zwakte x om in te spelen op kans y?         | Hoe versterken we zwakte x om in te spelen op kans y?         | Hoe versterken we zwakte x om bedreiging y af te weren?         | Hoe versterken we zwakte x om bedreiging y af te weren?         | Hoe versterken we zwakte x om bedreiging y af te weren?         |
| zwaktes         | klant- vriendelijkheid        | Hoe versterken we zwakte x om in te spelen op kans y?         | Hoe versterken we zwakte x om in te spelen op kans y?         | Hoe versterken we zwakte x om in te spelen op kans y?         | Hoe versterken we zwakte x om bedreiging y af te weren?         | Hoe versterken we zwakte x om bedreiging y af te weren?         | Hoe versterken we zwakte x om bedreiging y af te weren?         |
| zwaktes         | oud machinepark               | Hoe versterken we zwakte x om in te spelen op kans y?         | Hoe versterken we zwakte x om in te spelen op kans y?         | Hoe versterken we zwakte x om in te spelen op kans y?         | Hoe versterken we zwakte x om bedreiging y af te weren?         | Hoe versterken we zwakte x om bedreiging y af te weren?         | Hoe versterken we zwakte x om bedreiging y af te weren?         |
Het nu volgende voorbeeld heeft de gegevens uit de tabel "kwesties wegen" (op een na laatste, bovenstaande tabel) als basis. Gesteld dat het hier een eindtelling weergeeft, dan komen uit de herformulering van de zes belangrijkste kwesties de volgende strategievragen tot stand:
1. Hoe maken we gebruik van de sterke productkennis van de medewerkers om in te spelen op de kansrijke stijging in de markt van gadgets?
2. Hoe versterken we de zwakke klantvriendelijkheid om in te spelen op de kansen die de Taurus-lijn biedt?
3. Hoe maken we gebruik van de sterke financiële positie om in te spelen op de kansrijke publiciteit over de branche?
4. Hoe versterken we de zwakke locatie van de vestiging om de  bedreigende toenemende concurrentie af te weren?
5. Hoe maken we gebruik van de sterke productkennis van medewerkers om het bedreigende kwaliteitspeil van de grondstoffen af te weren?
6. Hoe maken we gebruik van de sterke financiële positie om de bedreigende stugge kredietmarkt af te weren?

## Richtlijnen voor een grotere effectiviteit
Ondanks dat de sterkte-zwakteanalyse op zichzelf een eenvoudige wijze biedt om strategisch plannen op te stellen, gaat het doorlopen van de stappen in de praktijk nogal eens mis. Mandour e.a. (2005) beschrijven een zevental pijlers onder een effectieve sterkte-zwakteanalyse. Het betreft hier de:
1. Interne factoren en omgevingsfactoren;
2. Gegevens uit de interne en externe analyse;
3. Verschillende competenties uit de organisatie;
4. Beleidsvoornemens vertroebelen een zuivere analyse;
5. Waardeoordelen bemoeilijken de formulering van de kwesties;
6. Formulering in specifieke termen;
7. Onbelichte sterktes en kansen.[3]

### Interne factoren en omgevingsfactoren
Een veelvoorkomende fout is dat de interne factoren en omgevingsfactoren door elkaar gehaald worden. De sterke en zwakke punten zijn interne factoren en zijn daarom altijd van toepassing op de organisatie of het product zelf. Het onderscheid tussen een interne of externe factoren wordt bepaald door de mogelijkheid van het management en de medewerkers om ze te beïnvloeden. Wanneer zij deze mogelijkheid hebben, betreft het een interne factor. Hierdoor is concurrentie nooit een zwakte (intern), maar een bedreiging (extern) van de organisatie of in sommige gevallen een kans. Kwaliteit daarentegen is een interne factor en een goede kwaliteit is daarom een sterkte van een product en niet een kans (extern).

### Gegevens uit de interne en externe analyse
De sterktes en zwaktes komen naar voren uit een zorgvuldige interne analyse (organisatie, marketing, logistiek en financieel) en externe analyse (afnemers, concurrentie, distributie en bedrijfstak). In de praktijk is dit echter niet altijd het geval, omdat er geen uitgebreide analyse van de organisatie of het product aan vooraf is gegaan. Wanneer hier onvoldoende aandacht aan geschonken is, mist het uiteindelijke strategische plan het fundament en is er weinig resultaat van het plan te verwachten.

### Verschillende competenties uit de organisatie
Binnen een organisatie werken medewerkers op een verschillend niveau en vanuit verschillende competenties naar een gezamenlijke organisatiedoelstelling. Allen hebben een verschillende kijk op de verschillende facetten binnen het bedrijf en de omgevingsfactoren erbuiten. Ook hebben managers vaak hun eigen stokpaardjes en leven er binnen elke afdeling zaken die naar hun overtuiging onderbelicht worden. Bij een goed uitgevoerde sterkte-zwakteanalyse is hier rekening mee gehouden en zijn er zo veel mogelijk bloedgroepen bij het proces betrokken. Hierdoor ontstaat er een evenwichtige interne en externe analyse. Er wordt ook wel gesproken van een zogenaamd SWOT-team; deze kan bijvoorbeeld bestaan uit een verkoper, een accountant, een manager, een ingenieur, een fabrieksarbeider en een ombudsman.

### Beleidsvoornemens vertroebelen een zuivere analyse
Beleidsvoornemens worden nogal eens vermengd met de verschillende elementen van de sterkte-zwakteanalyse. Enerzijds vertroebelen ze hiermee echter een zuivere analyse, waardoor andere elementen onderbelicht raken. Ook worden zwaktes nogal eens als kans neergezet, zoals wanneer een slechte kwaliteit wordt opgevat als een kans om het te verbeteren. In de matrix behoort dit echter bij zwakte te staan, omdat het ombuigen naar kansen pas plaatsvindt in de confrontatiematrix.

### Waardeoordelen bemoeilijken de formulering van de kwesties
In een goede sterkte-zwakteanalyse zijn er geen waardeoordelen toegekend aan de verschillende elementen in de matrix, omdat ze in latere instantie de formulering van de kwesties bemoeilijken. Voorbeelden van waardeoordelen zijn: goed, beter, mooi, knaller, smakelijk, fantastisch, slecht, weinig, laag, fel, et cetera. Wanneer de kwaliteit immers een sterkte is, dan is het duidelijk dat zij goed of hoogwaardig is.

### Formulering in specifieke termen
Met name externe factoren worden nogal eens verwoord in algemene termen. Als er bijvoorbeeld in een ondernemingsplan van een tandarts staat: "de zorgmarkt trekt aan", dan is dit te algemeen. Het aantrekken van de zorgmarkt hoeft namelijk niet te betekenen dat alle deelgebieden ook in de groei meedelen. Daarentegen zou "de markt van gebitsprotheses is de afgelopen drie jaar jaarlijks gestegen met 2,5%" een goed gespecificeerde kans beschrijven. Ook een bedreiging als "toenemende Europese regelgeving" is te algemeen. Belangrijk is te specificeren welke regelgeving specifiek van invloed is op de organisatie. De elementen worden specifieker wanneer er gebruikgemaakt is van communicatiemodellen zoals het metamodel. Het risico van een zo concreet mogelijke formulering is wel dat er vaak lange zinnen ontstaan. Hier is enige behendigheid bij nodig, om de zinnen zo kort mogelijk te houden. Het grootste risico van onduidelijk of te algemeen gespecificeerde elementen bestaat eruit dat ook de conclusies onduidelijk of te algemeen worden. Met een Engelse term wordt dit wel garbage in, garbage out genoemd.

### Onbelichte sterktes en kansen
Negatief nieuws reist negenmaal sneller dan positief nieuws is een uitspraak die verwijst naar het gegeven dat negatieve dingen vaker onthouden en doorverteld worden dan positieve dingen. Ook bij het opstellen van een sterkte-zwakteanalyse weten mensen vaak vele zwaktes en bedreigingen te noemen en blijft de lijst met sterktes en kansen relatief beperkt. In een goed functionerend SWOT-team is hier rekening mee gehouden. Dit kan betekenen dat er juist langer stilgestaan moet worden bij successen en kansen, of dat er meer aandacht uitgaat naar kleine successen die nog kunnen groeien.

## Toepassingsgebieden
De sterkte-zwakteanalyse wordt tegenwoordig ook op een breder terrein toegepast, zoals op momenten wanneer er sprake is van het nemen van beslissingen en er een gewenste eindsituatie is geformuleerd. Voorbeelden hiervan zijn: de positiebepaling van een onderneming; levensvatbaarheid van een onderneming; logistiek en sales; product- of merkmarketing; zakelijke ideeën; betreden van een nieuwe markt; lancering van een nieuw product; acquisitie; potentiële samenwerking; verandering van leverancier; outsourcing van een activiteiten, diensten of personeel; investeringsbeslissingen; preventief crisismanagement; enz.
De sterkte-zwakteanalyse is tegenwoordig ook een populair middel voor het in kaart brengen van de "situatie" van een organisatie. Hierbij wordt de analyse toegepast bij strategisch management en wordt het gebruikt om beleidsopties te ontwikkelen. Volgens een van de ontwikkelaars, Humphrey, zou een sterkte-zwakteanalyse in isolatie echter een onzinnige exercitie zijn, wanneer er vooraf geen probleemgebieden worden gedefinieerd.

### Persoonlijke sterkte-zwakteanalyse

Toepassing in de persoonlijkheidsleer

De sterkte-zwakteanalyse wordt tegenwoordig niet alleen ingezet voor bedrijven. Een populaire toepassing van de sterkte-zwakteanalyse is het gebruik ter vergroting van het persoonlijke zelfbeeld, bijvoorbeeld ter voorbereiding op een sollicitatiegesprek, maar ook voor het opstellen van een persoonlijk ontwikkelingsplan (POP).
Bij het maken van een persoonlijke sterkte-zwakteanalyse kijkt men eerst naar buiten. Voor veel mensen is dit op zich al een leerproces. Om de eigen sterktes en zwaktes te leren kennen, worden bijvoorbeeld vragen gesteld, zoals:
- Sterktes: Wat zijn de bijzondere vaardigheden? Welke dingen lukken goed? Welke sterke punten zien anderen?
- Zwaktes: Waarin is verbetering nodig? Wat lukt minder goed? Welke zwakke punten zien anderen?[5]

Voor een sollicitant liggen sterke en zwakke punten bijvoorbeeld op gebieden als een eigen persoonlijkheid, professionele eigenschappen, besluitvaardigheid, aan het werk zijn met dingen die passend of leuk zijn, sollicitatievaardigheden, opleiding, werkervaring, bewezen resultaten, referentiebrieven, specialistische vakkennis en professionele vaardigheden zoals communicatieve, sociale, commerciële of managementvaardigheden.
Voorbeelden van vragen waarmee kansen en bedreigingen verhelderd worden, zijn:
- Kansen: Welke kansen liggen in het verschiet? Uit welke omgevingsfactoren is voordeel te halen? Waarin wordt de concurrentie/tegenstander overtroffen?
- Bedreigingen: Welke bedreigingen zijn realistisch? Welke omgevingsfactoren kunnen nadeel opleveren? Waarin dreigt de concurrentie/tegenstander te overtreffen?[5]

Carrièrekansen of -bedreigingen op de arbeidsmarkt zijn dan bijvoorbeeld: de economische verwachting, een reorganisatie, outsourcing, fusie, overname, verplaatsing van taken naar lagelonenlanden, sociaal netwerk of mate van aanbod binnen een bepaalde beroepsgroep. Andere mogelijke kansen zijn bijvoorbeeld de aanwezigheid van een bepaalde combinatie van kennis en vaardigheden, dat de vacature op het lijf geschreven is of omdat een collega vertrekt. Andere bedreigingen zijn bijvoorbeeld de komst van getalenteerde collega’s, problemen met de gezondheid of veroudering van kennis en ervaring.
Net als bij het opstellen van de confrontatiematrix voor een organisatie, moeten ook de elementen van een persoonlijke analyse zo concreet mogelijk verwoord worden. Dit gebeurt bijvoorbeeld door het beantwoorden van: wat is het precies waarin zich dat uit? In plaats van ik ben een harde werker, zegt de zin ik zet ook door als het me even tegen zit meer voor een potentiële werkgever. De uiteindelijke selectie van die sterktes, zwaktes, kansen en bedreigingen is ook hier weer onderscheidend ten opzichte van de concurrentie, ofwel van andere gegadigden voor betreffende functie. In plaats van de relevantie voor de klant of marktsegment, wordt er in dit geval gekeken naar de relevantie voor de potentiële werkgever. In een persoonlijk ontwikkelingsplan kan de klantrol verschillend worden vertaald, zoals voor de persoon voor wie de sterkte-zwakteanalyse geldt zelf, voor mensen in zijn/haar directe omgeving of voor klanten in de professionele omgeving.

## Kanttekeningen
Kritiek die er op deze analyse gegeven wordt, is dat het een weinig theoretische karakter heeft: de analyse is vrij impressionistisch en niet systematisch gestuurd vanuit een bepaalde benadering, zoals dit bijvoorbeeld wel het geval is in de marketing of de industriële organisatietheorie. Een belangrijk strateeg in die richting is Michael Porter. In de praktijk wordt het dan ook niet zozeer als theorie maar meer als hulpmiddel gebruikt bij het in kaart brengen van een aantal factoren die invloed hebben op onder meer de bedrijfsvoering.
De sterkte-zwakteanalyse is een beschrijvend model dat geen acties voorschrijft. 
Nadelen van een sterkte-zwakteanalyse worden bijvoorbeeld omgebogen, wanneer men zich niet te veel laat leiden door heersende overtuigingen en waarden binnen de organisatie en erdoorheen gebroken wordt. Dit proces wordt bijvoorbeeld ondersteund, wanneer vreemde ogen meekijken, van een andere afdeling, vestiging, bevriend bedrijf of uit de markt.